# صوغة
صوغة، أو صوغة البلوشي، ممثلة إماراتية. بدأت حياتها الفنية بالظهور كموديل في أغاني الفيديو كليب. واتجهت للتمثيل في الدراما التلفزيونية، من أشهر أعمالها: "دكة الفريج" ، "طماشة" ، "بنات شما".
تنوعت الأعمال الفنية التي قدمتها الفنانة صوغة البلوشي ما بين التراجيدي والشعبي والتراثي ، كما قدمت الكوميدي أيضًا كما في مسلسل "البشارة" والذي تعتبره صوغة نقلت كبيرة في مشوارها الفني.

## أعمالها

### للفنانة "صوغة" العديد من الاعمال الفنية ، والتي تتنوع بين المسلسلات التلفزيونية والافلام والمسرحيات ، والتي يمكن رصدها في الجدول أدناه:[3]
| سنة الإنتاج | اسم العمل                   | نوع العمل     | التأليف والإخراج                                   | بمشاركة                                                            |
| 2004        | جمعة والبحر                 | فيلم          | من إخراج هاني الشيباني                             | مرعي الحليان، حمد سلطان                                            |
| 2005        | حاير طاير (ج4)              | مسلسل         | من تأليف جمال سالم، وإخراج عارف الطويل             | سميرة أحمد، أحمد الأنصاري، حبيب غلوم                               |
| ----------- | --------------------------- | ------------- | -------------------------------------------------- | ------------------------------------------------------------------ |
| 2008        | نص درزن                     | مسلسل         | من تأليف يوسف إبراهيم، وإخراج عمار حسن             | سميرة أحمد، زهرة عرفات، إبراهيم الزدجالي                           |
| 2008        | أبلة نورة                   | مسلسل         | من تاليف هبة مشاري حمادة، واخراج عارف الطويل       | حياة الفهد، أحمد الجسمي، فاطمة الحوسني، مرام، حمد العماني، ملاك    |
| 2008        | حظ يانصيب                   | مسلسل         | من تأليف جمال سالم ، وإخراج عارف الطويل            | جابر نغموش، أحمد الجسمي، أحمد الانصاري، رزيقة الطارش، مرعي الحليان |
| 2009        | عجيب غريب                   | مسلسل         | من تأليف جمال سالم واخراج عارف الطويل              | أحمد الجسمي، منصور الفيلي، مرعي الحليان                            |
| 2009        | عجيب غريب الجزء الثاني 2010 | مسلسل         | من تاليف جميل سالم، واخراج عبداللطيف القرقاوي      | أحمد الجسمي، رزيقة الطارش، مرعي الحليان، ملاك الخالدي              |
| 2009        | الجيران                     | مسلسل         | من تأليف عيسى الحمر، وإخراج مصطفى رشيد             | أحمد الجسمي، عبد المحسن النمر، فاطمة الحوسني، حبيب غلوم، مرام      |
| 2010        | طماشة (ج2)                  | مسلسل         | من تأليف محمد طه، واخراج عارف الطويل               | جابر نغموش، فاطمة الحوسني، حبيب غلوم                               |
| 2010        | بنات شما                    | مسلسل         | من تأليف صالحة غابش، واخراج فؤاد سليمان            | غانم السليطي، سميرة أحمد، باسمة حمادة، هيفاء حسين، حبيب غلوم       |
| 2010        | أوراق الحب                  | مسلسل         | من تأليف وائل نجم، وإخراج غياد الخزوز              | ميساء مغربي، سعاد علي، شهاب جوهر، ليلى السلمان                     |
| 2010        | الغافة                      | مسلسل         | من تاليف فيصل جواد، وإخراج شعلان الدباس            | رؤى الصبان، سيف الغانم، ليلى السلمان، بدرية أحمد                   |
| 2011        | طماشة (ج3)                  | مسلسل         | من اخراج شعلان الدباس                              | فاطمة الحوسني، عبدالرحمن الزرعوني، سعاد على ، أحمد الأنصاري        |
| 2012        | طماشة (ج4)                  | مسلسل         | من تأليف سلطان النيادي، واخراج عارف الطويل         | أحمد الأنصاري، أمل محمد، بدرية أحمد                                |
| 2013        | القياضة الجزء الأول         | مسلسل         | من تأليف محمد سعيد الضنحاني، وإخراج سلوم حداد      | هيفاء حسين، سيف الغانم، فاطمة الحوسني، شهاب جوهر                   |
| 2014        | دكة الفريج                  | مسلسل         | من تأليف سالم الحناوي، واخراج عمر إبراهيم          | أحمد الجسمي، فخرية خميس، مرعي الحليان، أحمد الانصاري               |
| 2014        | واتس اب أكاديمي             | مسلسل سيت كوم | من تأليف وإخراج إياد الخزوز                        | حسن التميمي ، بيومى فؤاد، أحمد خطاب                                |
| 2015        | القياضة (ج2)                | مسلسل         | من تأليف محمد سعيد الضنحاني، وإخراج سلوم حداد      | هيفاء حسين، سيف الغانم، فاطمة الحوسني، شهاب جوهر                   |
| 2015        | زمن الطيبين                 | مسلسل         | من تأليف خميس إسماعيل المطروشي، وإخراج بطال سليمان | مرعي الحليان، ملاك الخالدي                                         |
| 2015        | سكون الليل                  | مسلسل         |                                                    | عبدالله بوعابد، إلهام محمد                                         |
| 2015        | حارش وارش                   | مسلسل         | من تأليف سفيان عبدالإله، وإخراج حسن البلام         | عبد الناصر درويش، حسن البلام، أحمد العونان                         |
| 2015        | شنينة أم السحورة            | مسرحية        | من تأليف عادل عبدالعزيز، وإخراج محمد خالد          | غانم ناصر، عماد العكاري، سعود الكعبي ، إسماعيل سرور                |
| 2015        | صالح النية                  | مسلسل         | من تأليف عبدالرحمن الزرعوني، وإخراج مصطفى رشيد     | عادل غبراهيم، عبدالرحمن الزرعوني، فاطمة الحوسني                    |
| 2016        | مكان في القلب               | مسلسل         | من تاليف سلطان النيادي، وإخراج باسم شعبو           | جابر نغموش، نشوى مصطفى، محمد الطويان، سعود الدرمكي، أحمد الانصاري  |
| 2016        | عرس الاثنين                 | مسرحية        | من تاليف طلال محمود، وإخراج مروان عبدالله          | سلطان بن دافون ، موسى البقيشى، نبفبن ماضي.                         |
| 2016        | قطرة دم                     | فيلم          | من تاليف وإخراج ناصر التميمي                       | أمل محمد، ميرة على، حبيب غلوم                                      |
| 2017        | على قد الحال                | مسلسل         | من تأليف جاسم الخراز، وإخراج عمر إبراهيم           | سعاد علي، مرعي الحليان، مروان عبد الله، بدرية أحمد                 |
| 2017        | كارت أحمر                   | فيلم          | من إخراج ناصر التميمي                              | بدرية أحمد ، أحمد السلطان، أمل محمد                                |
| 2018        | البشارة                     | مسلسل         | من تأليف سعد المدهش وإخراج راكان                   | جابر نغموش، أحمد صالح، سعيد السعدي، نشوى مصطفى                     |
| 2018        | ذهبة ولدنا                  | مسرحية        | من تأليف حمد الظنحاني، وإخراج أيمن خديم            | سعيد الهرش، أيمن خديم، إبراهيم القحومي                             |
| 2018        | سنا بتشية                   | مسرحية        | من تأليف حميد فارس، وإخراج مبارك ماشي              | بدرية أحمد، عبيد الهراش، حميد فارس                                 |
| 2023        | أهل الدار                   | مسلسل         | من تأليف أحمد الجسمي واخراج عمر إبراهيم            | احمد الجسمي، أحمد الأنصاري، مروان عبدالله، دينا محسن.              |
| 2023        | بيت القصيد                  | مسلسل         | من تأليف عبدالله صالح وإخراج باسم شعبو             | فاطمة الحوسني، مرعي الحليان، على جمال، إبراهيم سالم                |
| 2024        | بيت ابونا                   | مسلسل         | من تأليف عماد وناس، وإخراج عبدالرخمن السلمان       | مروان عبدالله، عبدالله خليل، طارق العلي، سعيد سالم                 |

## الجوائز
حصلت الفنانة الإماراتية صوغة على جائزة أفضل ممثلة دور أول في مهرجان مسرح الشباب بدبي عام 2007م

## روابط خارجية
- صوغة على موقع قاعدة بيانات الأفلام العربية